# Pollenia fulviantenna
Pollenia fulviantenna är en tvåvingeart som beskrevs av Dear 1986. Pollenia fulviantenna ingår i släktet vindsflugor, och familjen spyflugor. Inga underarter finns listade i Catalogue of Life.